# Championnat d'Euro 4
À ne pas confondre avec l'Eurocup-4 Spanish Winter Championship, championnat hivernal de la Formule 4 espagnole lancé en 2025.
L'E4, anciennement connu sous le nom d'Euro 4  est une série de course automobile réglementée selon les règles de la Formule 4 imposé par la FIA. Il s'agit d'un championnat annexe à la Formule 4 italienne, organisé par les mêmes promoteurs : WSK et l'ACI. Se déroulant sur seulement trois weekends, ce championnat n'est pas certifié par la FIA et n'attribue pas de points de Super Licence.

## Histoire
Inaugurée en 2023, l'Euro 4 est un nouveau championnat de Formule 4. WSK Promotions, bien connu pour l'organisation de championnats de karting tels que la WSK Euro Series, est chargé de la promotion du championnat.
Le championnat change de nom pour devenir le Championnat d'E4 pour la saison 2025.

## Automobiles
Les équipes utilisent le châssis Tatuus T-421. Il s'agit du même moteur utilisé dans la Formula Abarth entre 2010 et 2013. Il a été dégonflé pour respecter les régulations de la FIA pour la Formule 4, avec une puissance réduite à 160 ch (120 kW), contre 180 ch (130 kW) dans sa version originale.

## Champions

### Pilotes
| Saison | Équipe       | Pilote        | Courses | Pole positions | Victoires | Podiums | Meilleurs tours | Points | Écart |
| ------ | ------------ | ------------- | ------- | -------------- | --------- | ------- | --------------- | ------ | ----- |
| 2023   | Prema Racing | Ugo Ugochukwu | 9 sur 9 | 1              | 3         | 5       | 2               | 193    | 24    |
| 2024   | US Racing    | Akshay Bohra  | 9 sur 9 | 3              | 2         | 4       | 1               | 124    | 18    |
| 2025   |              |               |         |                |           |         |                 |        |       |

### Équipes
| Saison | Equipe       | Pole positions | Victoires | Podiums | Meilleurs tours | Points | Écart |
| ------ | ------------ | -------------- | --------- | ------- | --------------- | ------ | ----- |
| 2023   | Prema Racing | 4              | 6         | 16      | 5               | 432    | 150   |
| 2024   | Prema Racing | 4              | 4         | 11      | 4               | 273    | 29    |
| 2025   |              |                |           |         |                 |        |       |

### Débutants
| Saison | Pilotes             | Ecurie       | Poles | Victoires (rookie) | Podiums | Meilleurs Tours | Points (rookie) | Ecart |
| ------ | ------------------- | ------------ | ----- | ------------------ | ------- | --------------- | --------------- | ----- |
| 2023   | Akshay Bohra        | US Racing    | 2     | 1 (3)              | 4       | 1               | 180             | 10    |
| 2024   | Kean Nakamura-Berta | Prema Racing | 1     | 1 (3)              | 3       | 1               | 156             | 8     |

## Circuits
- Gras indique que le circuit a été utilisé lors de la saison 2025.
- Italique indique que le circuit (absent en 2023 & 2024) sera utilisé lors de la saison 2025.

| Numéro | Circuits                       | Participation | Années     |
| ------ | ------------------------------ | ------------- | ---------- |
| 1      | Circuit de Monza               | 2             | 2023- 2025 |
| 4      | Circuit du Mugello             | 2             | 2023-2025  |
| 3      | Circuit de Barcelona-Catalunya | 1             | 2023       |
| 3      | Red Bull Ring                  | 1             | 2024       |
| 5      | Circuit Paul Ricard            | 0             | 2025       |